# Margherita Tramutoli
Margherita Tramutoli (Potenza, 16 settembre 1984) è una fumettista e scrittrice italiana.

## Biografia
Nata in una famiglia amante della pittura e cresciuta a Potenza, nel 2008 consegue la laurea in Relazioni Internazionali all'Istituto Universitario l'Orientale di Napoli e nello stesso anno si diploma in fumetto alla Scuola italiana di Comics.
Inizia successivamente a lavorare nella cooperazione per diverse ONG (CCIVS, UNESCO, CMSR, Terra e Popoli Onlus, International Workcamps) in progetti in Italia e all'estero, affiancando il lavoro sul campo e la progettazione a lavori di grafica coordinata per progetti europei.
Per qualche anno lavora a Livorno per un progetto di Servizio Civile Nazionale presso un'ong locale (Centro Mondialità Sviluppo Reciproco), prima di decidere di dedicarsi completamente al fumetto e all'illustrazione, senza abbandonare le attività di volontariato con le ONG (Open Arms, Mezzaluna Rossa Kurdistan Italia Onlus, Emergency).

### Carriera
Nel 2017 è tra gli organizzatori del Combat Comics-microfestival di fumetto e realtà, a Livorno. Nel 2023 cura, insieme a Giacomo Guccinelli, il concorso artistico OpenArt per Open Arms. Dal 2018 insegna Teoria del Colore presso la The Sign Comics&Arts Academy di Firenze. Dal 2021 è tra le fondatrici del Collettivo Moleste, per la parità e la violenza di genere nel mondo del fumetto.

## Illustrazioni
Realizza illustrazioni di articoli per l'Espresso nel 2019 e per Linus #3 2019 e #1 2020, #8 2022, #12 2022. Nel 2021 realizza il manifesto per il Festival del fumetto-Le strade del paesaggio e l'illustrazione di copertina per I Fab Four, Sonzogno. Nel 2023 ha realizzato le illustrazioni interne e l'illustrazione di copertina per Il passaggio dell'orso edito da Salani, La notte dei cervi volanti, Salani, il manifesto per Effetto Venezia, Comune di Livorno, e nel 2024 per Tatami, Bim Distribuzione. Illustra i seguenti libri: Il libro della giungla, adattamento da Rudyard Kipling, Kleiner Flug, 2017; L'Ecologia spiegata ai bambini, scritto da Marco Rizzo, 2017; La bellezza di Medusa, scritto da Sabina Colloredo, 2019.
Collabora alla realizzazione dei seguenti fumetti: Nero Napoletano, storia scritta da Sergio Brancato (Comicon Edizioni, 2010); Quando Alice se ne andò, storia scritta da Mauro Uzzeo, NPE, 2011; Midnight Eyes Avenue, scritto da Rosi-Maini, Bookmaker Comics, 2013; Apocalisse Tarots, Passenger Press, 2013; Tales from baule, storia scritta da I Licaoni, 2013; Bandierine-Tutta una storia di resistenze, storia scritta da Tuono Pettinato, Barta Edizioni, 2015; L'ultima danza dell'anarchia, scritta da Francesco Barilli, il Manifesto, 2018; La prima bomba, scritto da Marco Rizzo, 2020; Due di una, scritto da Francesca Torre, nell'antologico Fai Rumore, il Castoro, 2022, a cura del Collettivo Moleste; Fuoco Blasfemo, scritto da Marco Rizzo, La Revue Dessinèe Italia, 2023; Finché l'ultimo canta ancora, scritto da Francesca Torre, Emergency, 2024.

## Opere
Come autrice unica realizza i seguenti fumetti:
- Piezz' 'e core, nell'antologico Post Pink, AA.VV., Feltrinelli Comics, 2018[9][10]
- Mira como nos ponemos, Jacobin Italia #2, 2019
- Livorno, Fondazione Piero Ciampi, 2020
- Gli uccelli, Linus #10, 2020
- 'U Rumit, l'Urs, Quaresima”, ExtraLinus 2023
- La verità, Domani, 2023
- Carmela, Domani, 2024

## Filmografia
- Il ragazzo più felice del mondo, regia di Gipi (2018)